# Fumigacja

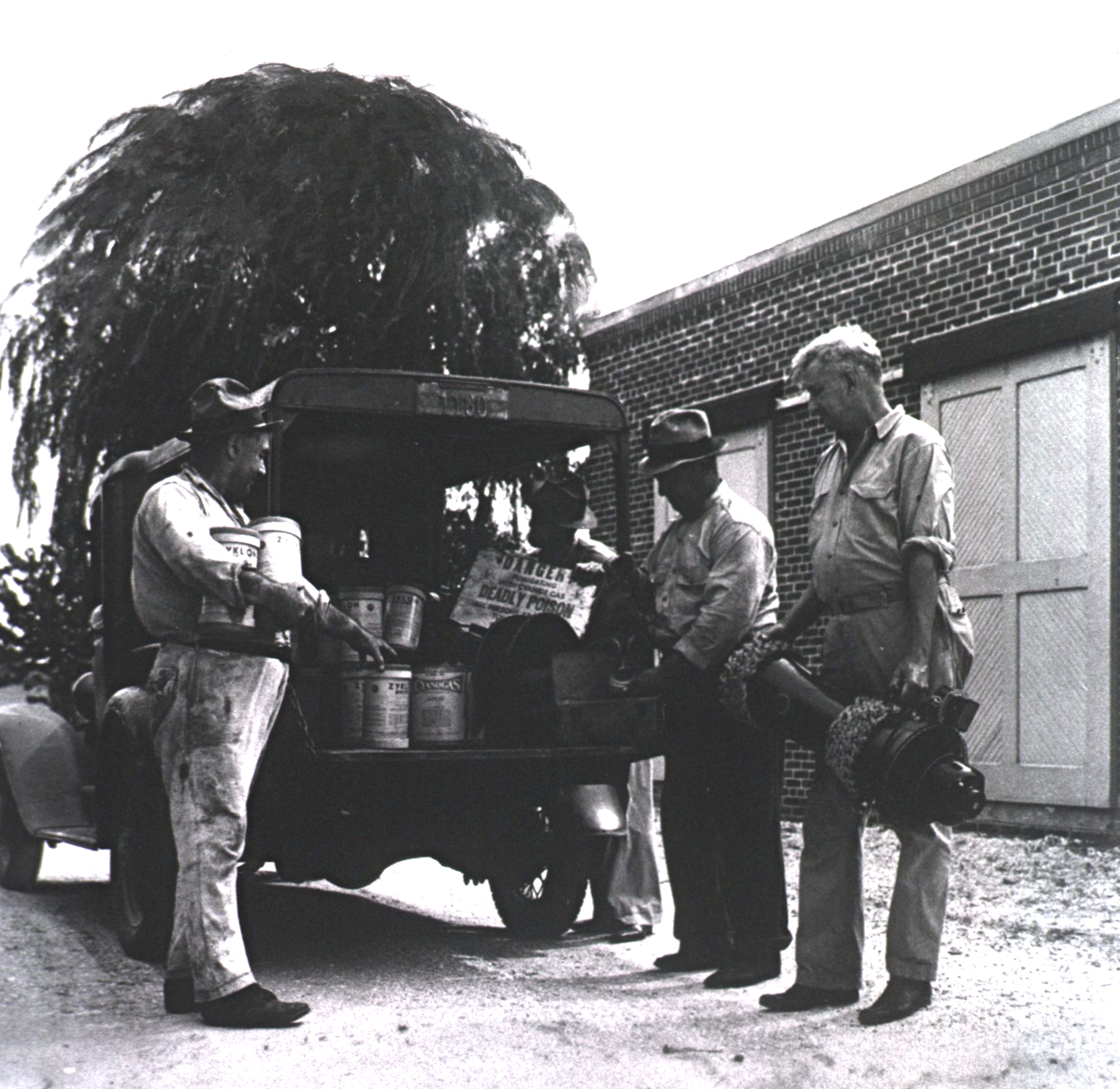
Grupa fumigacyjna z pojemnikami z cyklonem (A lub B), Nowy Orlean 1939

Fumigacja (późn. łac. fumigatio – dymienie z łac. fumigatus od fumigare – dymić, kadzić) – zwalczanie szkodników (np. owadów i gryzoni) za pomocą substancji chemicznych w formie dymu, pary lub gazu. Substancje te zwane są fumigantami. Do niedawna powszechnie stosowanym fumigatorem był bromek metylu (CH3Br), który obecnie jest zastępowany innymi substancjami ze względu na powodowanie efektu cieplarnianego. Główną zaletą fumigacji jest wysoka skuteczność w zwalczaniu szkodników drewna oraz neutralność procesu dla odkażanego materiału. Najczęściej stosowanym fumigatorem jest fosforowodór.
Fumigacja wykonywana może być poprzez namiotowanie polegające na zamknięciu fumigowanego obiektu w szczelnym opakowaniu, do którego wtłaczany jest pod ciśnieniem fumigator. Metoda ta sprawdza się zarówno podczas gazowania pojedynczych opakowań drewnianych, mebli, jak i całych budynków. W gospodarstwach domowych do zwalczania insektów, takich jak komary czy muchy, stosuje się miniaturowe elektrofumigatory emitujące niewielką ilość neutralnych dla człowieka oparów owadobójczych.
Zabiegi fumigacyjne wykonuje się w przemyśle drzewnym, w rolnictwie i ogrodnictwie (niszczenie szkodników zbiorów, niszczenie szkodników i chwastów w glebie), w przetwórstwie, budownictwie (niszczenie szkodników elementów i konstrukcji drewnianych, stosowana do poszczególnych pomieszczeń lub całych obiektów), transporcie (palety, przyczepy), do zabezpieczania dokumentów i innych zbiorów podatnych na ataki szkodników itd.

## Fumigacja drewna

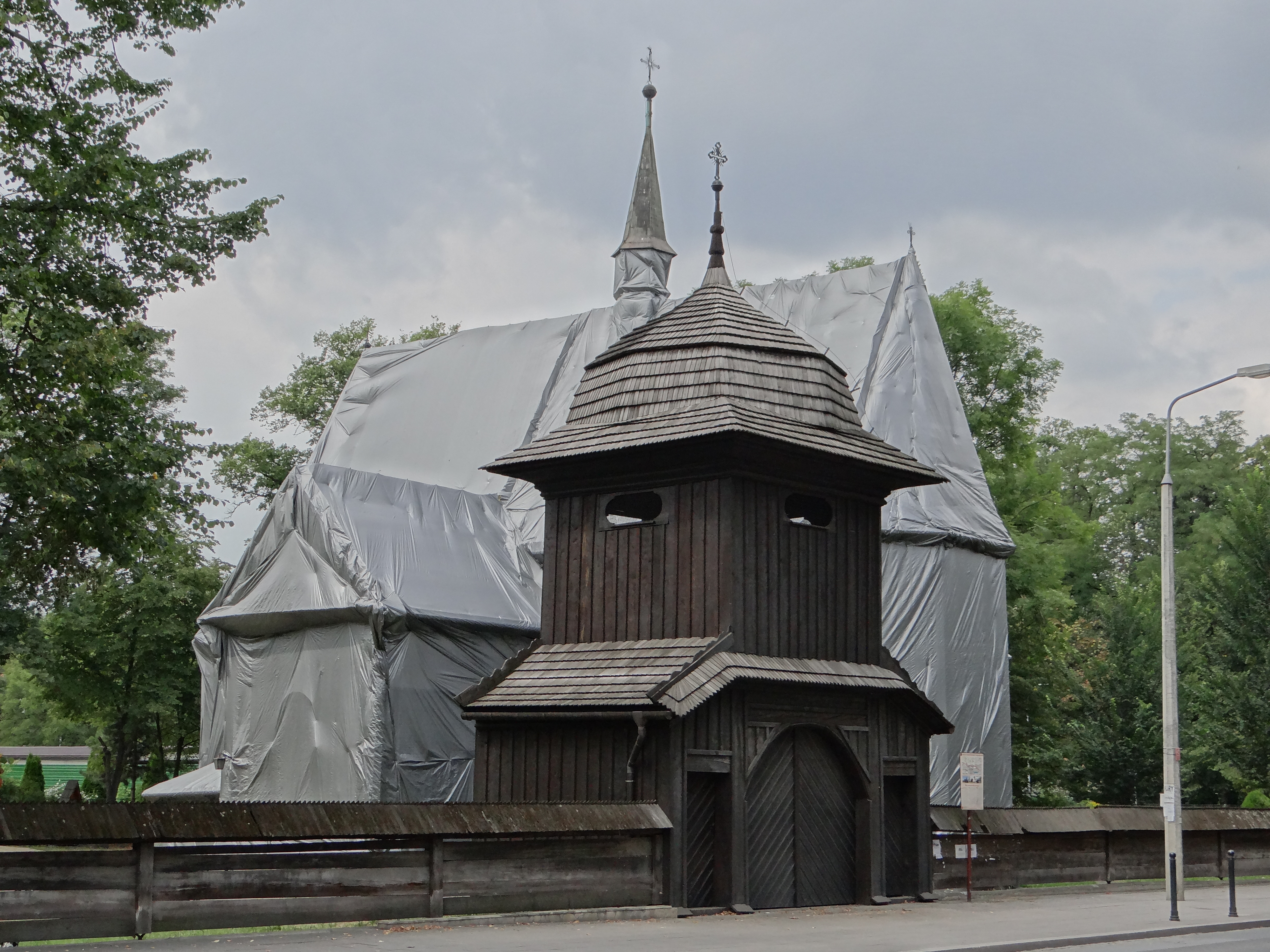
Fumigacja drewnianego kościoła Kraków 2017

Fumigacja drewna oraz opakowań drewnianych takich jak skrzynie, palety czy bębny kablowe, jest wymagana w transporcie międzynarodowym, poza granicami Unii Europejskiej oraz między niektórymi krajami członkowskimi (między innymi Portugalia i Hiszpania). Ma to na celu zatrzymanie rozprzestrzeniania się szkodników pod postacią zarodników, nasion czy jajeczek. Na zdezynfekowanym materiale wypala się logo IPPC przypominające kłos zboża, oraz informacje dotyczące sposobu zabezpieczenia drewna:
- DB (od ang. debarked): drewno zostało poddane mechanicznej obróbce usuwającej pozostałości kory drzewnej
- MB (od ang. methyl bromide): drewno zostało odkażone poprzez gazowanie bromkiem metylu.
- HT (od ang. heat treatment): drewno użyte do budowy opakowania zostało wysuszone komorowo w wysokiej, ściśle określonej temperaturze przez odpowiedni czas.

Materiały wykonane z przetworzonego drewna (karton, sklejka, płyta wiórowa) nie muszą być poddawane procedurze fumigacji. Jeśli materiał opakowaniowy jest wykorzystywany w handlu międzynarodowym dłużej niż jeden rok musi ponownie zostać poddany odkażaniu termicznemu lub chemicznemu oraz oznakowaniu.